# Fort Supply (Oklahoma)
Fort Supply es un pueblo ubicado en el condado de Woodward en el estado estadounidense de Oklahoma. En el año 2010 tenía una población de 330 habitantes y una densidad poblacional de 550 personas por km².

## Geografía
Fort Supply se encuentra ubicado en las coordenadas 36°34′20″N 99°34′26″O / 36.57222, -99.57389 (36.572271, -99.573856).

## Demografía
Según la Oficina del Censo en 2000 los ingresos medios por hogar en la localidad eran de $30,893 y los ingresos medios por familia eran $37,500. Los hombres tenían unos ingresos medios de $28,333 frente a los $20,833 para las mujeres. La renta per cápita para la localidad era de $15,836. Alrededor del 6.8% de la población estaban por debajo del umbral de pobreza.